# Natalia Podólskaya
Natalia Yúrievna Podólskaya –en ruso, Наталья Юрьевна Подольская– (Arcángel, 14 de octubre de 1993) es una deportista rusa que compite en piragüismo en la modalidad de aguas tranquilas.
Ganó tres medallas en el Campeonato Mundial de Piragüismo entre los años 2013 y 2021, y dos medallas de plata en el Campeonato Europeo de Piragüismo, en los años 2015 y 2018.
En los Juegos Europeos de Bakú 2015 consiguió una medalla de plata en la prueba de K1 200 m. Participó en dos Juegos Olímpicos de Verano, en los años 2012 y 2020, ocupando el séptimo lugar en Londres 2012, en la prueba de K4 500 m.

## Palmarés internacional
| Campeonato Mundial | Campeonato Mundial       | Campeonato Mundial | Campeonato Mundial |
| Año                | Lugar                    | Medalla            | Competición        |
| ------------------ | ------------------------ | ------------------ | ------------------ |
| 2013               | Duisburgo (Alemania)     | Medalla de bronce  | K1 4 × 200 m       |
| 2014               | Moscú (Rusia)            | Medalla de plata   | K1 4 × 200 m       |
| 2021               | Copenhague (Dinamarca)   | Medalla de bronce  | K1 200 m           |
| Juegos Europeos    |                          |                    |                    |
| Año                | Lugar                    | Medalla            | Competición        |
| 2015               | Bakú (Azerbaiyán)        | Medalla de plata   | K1 200 m           |
| Campeonato Europeo |                          |                    |                    |
| Año                | Lugar                    | Medalla            | Competición        |
| 2015               | Račice (República Checa) | Medalla de plata   | K1 200 m           |
| 2018               | Belgrado (Serbia)        | Medalla de plata   | K2 200 m           |